# 고인승
고인승(高仁承, 생몰년 미상)은 고구려의 왕족으로 보장왕의 아들이며 고구려 부흥운동 때 보덕국(報德國)의 왕이었던 안승의 동복형이다. 고구려가 멸망한 뒤 당나라로 끌려가지 않았으며, 나당 연합군을 피해 강원도 횡성으로 숨어 은신하였다. 삼국사기의 기록을 따른다면, 그는 동명성왕의 21대손이며, 광개토왕의 9대손이 된다. 한국의 횡성 고씨(橫城 高氏)는 그를 시조 1세로 모시고 있다.

## 기타
- 삼국사기에는 보장왕의 아들로 복남, 덕남, 인남이 있다고 한다. 그러나 고인남과 그가 동일인물인가 여부는 다소 불확실하다.
- 그의 후손들은 고려 시대부터 출사(出仕)하여 관직에 나갔다.
- 보장왕의 증손 고련(高璉) 또는 장수왕 거련(巨璉)의 또다른 아들의 후손으로 추정되는 랴오닝성의 고씨 후손들과 최근 고인승의 후손들이 면담한 적이 있다.

## 가계
- 부왕 : 보장왕(寶臧王, ? ~682 재위:642~668)
- 모후 : 미상
  - 형 : 고복남(高福男)
  - 형 : 고덕남(高德男)
  - 이복 동생 : 고약광(高若光)

## 같이 보기
- 고약광
- 보장왕
- 안승
- 고복남
- 고덕남
- 고인남
- 고보원
- 연정토